# Behror
Behror là một thành phố và khu đô thị của quận Alwar thuộc bang Rajasthan, Ấn Độ.

## Địa lý
Behror có vị trí 27°53′B 76°17′Đ / 27,88°B 76,28°Đ Nó có độ cao trung bình là 312 mét (1023 foot).

## Nhân khẩu
Theo điều tra dân số năm 2001 của Ấn Độ, Behror có dân số 22.829 người. Phái nam chiếm 54% tổng số dân và phái nữ chiếm 46%. Behror có tỷ lệ 70% biết đọc biết viết, cao hơn tỷ lệ trung bình toàn quốc là 59,5%: tỷ lệ cho phái nam là 78%, và tỷ lệ cho phái nữ là 60%. Tại Behror, 16% dân số nhỏ hơn 6 tuổi.